# ATC-kod R03: Medel vid obstruktiva luftvägssjukdomar
ATC-kod R03: Medel vid obstruktiva luftvägssjukdomar är en del av klassificeringssystemet ATC (Anatomical Therapeutic Chemical Classification System) för läkemedel och vissa andra medicinska produkter. ATC utvecklas av WHO och består av alfanumeriska koder indelade i grupper utifrån anatomi, medicinsk funktion och läkemedelstyp på 5 olika kodnivåer. Denna sida utgör innehållet i en specifik grupp på nivå 2.

## R03AAdrenergika, inhalationer

### R03AA Alfa- och beta-stimulerande medel
R03AA01 Adrenalin

### R03AB Beta-1- och beta-2-stimulerande medel
R03AB02 Isoprenalin
R03AB03 Orciprenalin

### R03AC Selektiva beta-2-stimulerande medel
R03AC02 Salbutamol
R03AC03 Terbutalin
R03AC04 Fenoterol
R03AC05 Rimiterol
R03AC06 Hexoprenalin
R03AC07 Isoetarin
R03AC08 Pirbuterol
R03AC09 Tretokinol
R03AC10 Karbuterol
R03AC11 Tulobuterol
R03AC12 Salmeterol
R03AC13 Formoterol
R03AC14 Clenbuterol
R03AC15 Reproterol
R03AC16 Procaterol
R03AC17 Bitolterol

### R03AH Kombinationer av adrenergika
Inga undergrupper.

### R03AK Adrenergika och övriga medel vid obstruktiva luftvägssjukdomar
R03AK01 Adrenalin och övriga medel vid obstruktiva luftvägssjukdomar
R03AK02 Isoprenalin och övriga medel vid obstruktiva luftvägssjukdomar
R03AK03 Fenoterol och övriga medel vid obstruktiva luftvägssjukdomar
R03AK04 Salbutamol och övriga medel vid obstruktiva luftvägssjukdomar
R03AK05 Reproterol och övriga medel vid obstruktiva luftvägssjukdomar
R03AK06 Salmeterol och övriga medel vid obstruktiva luftvägssjukdomar
R03AK07 Formoterol och övriga medel vid obstruktiva luftvägssjukdomar

## R03B Övriga medel vidobstruktiva luftvägssjukdomar, inhalationer

### R03BAGlukokortikoider
R03BA01 Beklometason
R03BA02 Budesonid
R03BA03 Flunisolid
R03BA04 Betametason
R03BA05 Flutikason
R03BA06 Triamcinolon
R03BA07 Mometason
R03BA08 Ciklesonid

### R03BBAntikolinergika
R03BB01 Ipratropium
R03BB02 Oxitropiumbromid
R03BB03 Stramonimedel
R03BB04 Tiotropiumbromid

### R03BCAntiallergika, exklkortikosteroider
R03BC01 Natriumkromoglikat
R03BC03 Nedokromil

### R03BX Övriga medel vid obstruktiva luftvägssjukdomar, inhalationer
R03BX01 Fenspirid

## R03CAdrenergikaför systemiskt bruk

### R03CA Alfa- och beta-stimulerande medel
R03CA02 Efedrin

### R03CB Beta-1- och beta-2-stimulerande medel
R03CB01 Isoprenalin
R03CB02 Metoxifenadrin
R03CB03 Orciprenalin
R03CB51 Isoprenalin, kombinationer
R03CB53 Orciprenalin, kombinationer

### R03CC Selektiva beta-2-stimulerande medel
R03CC02 Salbutamol
R03CC03 Terbutalin
R03CC04 Fenoterol
R03CC05 Hexoprenalin
R03CC06 Isoetarin
R03CC07 Pirbuterol
R03CC08 Prokaterol
R03CC09 Tretokinol
R03CC10 Karbuterol
R03CC11 Tulobuterol
R03CC12 Bambuterol
R03CC13 Klenbuterol
R03CC14 Reproterol
R03CC53 Terbutalin, kombinationer

### R03CK Adrenergika och övriga medel vid obstruktiva luftvägssjukdomar
Inga undergrupper.

## R03D Övriga systemiska medel för obstruktiva lungsjukdomar

### R03DAXantin-derivat
R03DA01 Diprofyllin
R03DA02 Kolinteofyllinat
R03DA03 Proxifyllin
R03DA04 Teofyllin
R03DA05 Aminofyllin
R03DA06 Etamifyllin
R03DA07 Teobromin
R03DA08 Bamifyllin
R03DA09 Acefyllin piperazin
R03DA10 Bufyllin
R03DA11 Doxofyllin
R03DA20 Kombinationer av xantinderivat
R03DA51 Diprofyllin, kombinationer
R03DA54 Teofyllin, kombinationer utan neuroleptika
R03DA55 Aminofyllin, kombinationer
R03DA57 Teobromin, kombinationer
R03DA74 Teofyllin, kombinationer med neuroleptika

### R03DBXantin-derivat i kombination medadrenergika
R03DB01 Diprofyllin och adrenergika
R03DB02 Kolinteofyllinat och adrenergika
R03DB03 Proxyfyllin och adrenergika
R03DB04 Teofyllin och adrenergika
R03DB05 Aminofyllin och adrenergika
R03DB06 Etamifyllin och adrenergika

### R03DCLeukotrien-receptorantagonister
R03DC01 Zafirlukast
R03DC02 Pranlukast
R03DC03 Montelukast
R03DC04 Ibudilast

### R03DX Övriga systemiska medel för obstruktiva lungsjukdomar
R03DX01 Amlexanox
R03DX02 Eprozinol
R03DX03 Fenspirid
R03DX05 Omalizumab
R03DX06 Seratrodast
R03DX07 Roflumilast

### Engelska
- WHO Collaborating Centre for Drug Statistics Methodology - ATC Index
- WHO Collaborating Centre for Drug Statistics Methodology - ATCvet Index

### Svenska
- SIL online
- FASS.se - ATC
- FASS.se - Veterinär-ATC
- Sök läkemedelsfakta - Läkemedelsverket
- Socialstyrelsen : Klassifikationer
- Nationellt produktregister för läkemedel - NPL